# Công tước xứ Manchester
Công tước xứ Manchester (tiếng Anh: Duke of Manchester) là một tước hiệu thuộc Đẳng cấp quý tộc Đại Anh và là tước hiệu cao cấp nhất hiện nay của Nhà Montagu. Nó được tạo ra vào năm 1719 cho chính trị gia Charles Montagu, Bá tước thứ 4 xứ Manchester. Giáo xứ Manchester ở Jamaica được đặt theo tên của vị Công tước thứ 5, trong khi thủ phủ Mandeville của giáo sứ được đặt theo tên con trai và người thừa kế của ông. Công tước hiện tại là Alexander Montagu, Công tước thứ 13 xứ Manchester, một công dân Anh và Úc gây tranh cãi, sống ở Hoa Kỳ và đã thụ án nhiều lần. Ông kế vị tước hiệu vào năm 2002 sau cái chết của cha mình là Angus Montagu, Công tước thứ 12 xứ Manchester, vị công tước cuối cùng giữ một ghế trong Viện Quý tộc.
Người thừa kế hợp pháp của Công tước sẽ được nhận tước hiệu Bá tước xứ Manchester, ngoài ra, công tước còn được kèm theo 2 tước hiệu phụ là Tử tước Mandeville và Nam tước Montagu xứ Kimbolton.